# Tom Dice

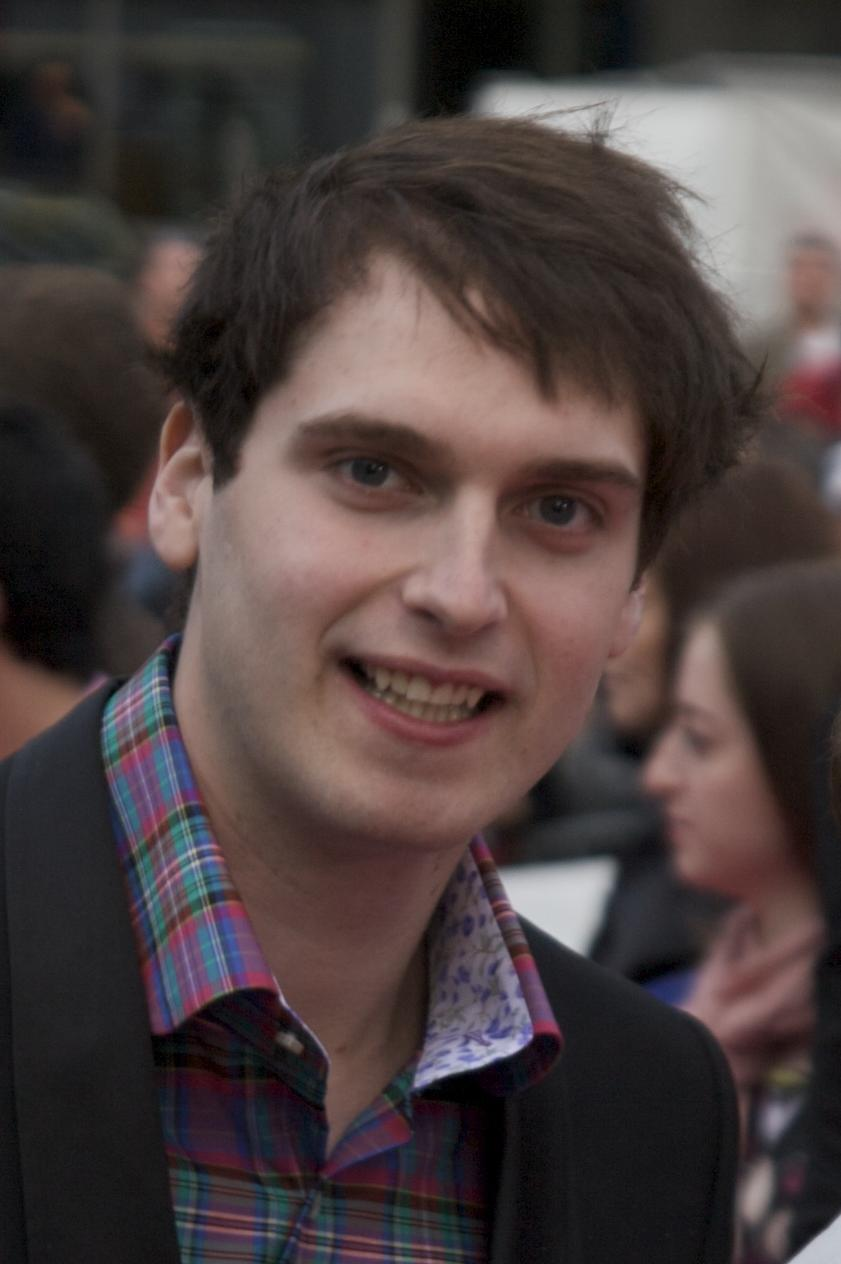
Tom Dice in Oslo (2010)

Tom Dice (* 25. November 1989 in Eeklo; eigentlich Tom Eeckhout) ist ein belgischer Singer-Songwriter. Er vertrat sein Heimatland beim Eurovision Song Contest 2010 in Norwegen.

## Leben

### Jugend undX Factor
Der in Eeklo als jüngstes von vier Geschwistern aufgewachsene Tom Eeckhout entnahm seinen Künstlernamen der Jugendband The Dice, die er mit 15 Jahren gründete und in der er einige Zeit spielte. Sein musikalischer Werdegang begann jedoch schon früher, denn mit 8 Jahren besuchte er eine Musikhochschule und hatte seine ersten Gitarrenunterrichtsstunden. Mit 12 Jahren begann er seine ersten Songs zu schreiben. Zu seinen musikalischen Vorbildern gehören Gavin DeGraw, Taylor Swift, Tyler Hilton, Damien Rice, The Kooks, Muse, Placebo und System of a Down.
2008 nahm er bei der belgischen Version der Castingshow X Factor teil und belegte den zweiten Platz, wodurch er im flämischen Teil Belgiens größere Bekanntheit erlangte. Maurice Engelen, unter dem Pseudonym Praga Khan als DJ bekannt, war dabei sein Mentor.
Seine im Rahmen dieser Show veröffentlichten Singles konnten sich in den belgischen Charts platzieren. Besonders erfolgreich war hierbei der Song Bleeding Love (im Original von Leona Lewis gesungen).
Die Zusammenarbeit mit Engelen setzte er auch nach X Factor fort. Mittlerweile steht er beim von Engelen im Frühjahr 2010 gegründeten Label Sonic Angel unter Vertrag.

### Eurovision Song Contest 2010
Am 25. November 2009 gab der flämische Fernsehsender VRT bekannt, dass Tom Dice 2010 für Belgien am Eurovision Song Contest in Norwegen teilnehmen würde. Diese Vorauswahl des Kandidaten ohne einen Ausscheidungswettbewerb wurde in der Öffentlichkeit heftig kritisiert. Der Song Me and my guitar wurde in der Fernsehsendung Eurosong 2010: Een song voor Tom Dice am 7. März 2010 der Öffentlichkeit vorgestellt.
Beim Wettbewerb in Oslo gelang es ihm das erste Semifinale mit deutlichem Abstand zu gewinnen und sich damit für das Finale zu qualifizieren. Dort errang er schließlich den sechsten Platz, wobei Deutschland als einziges Land 12 Punkte an den belgischen Beitrag vergab. Der Beitrag kam dabei besonders bei den Jurys an, wo er mit nur zwei Punkten Rückstand hinter dem deutschen Beitrag den zweiten Platz belegte. Im Zuschauervotum erreichte er dagegen nur Rang 14.

### Eurosong 2023
Am 14. Januar 2023 nahm Dice am Eurosong 2023, dem belgischen Vorentscheid für den Eurovision Song Contest 2023 als Teil des Duos The Starlings teil und belegte den zweiten Platz.

## Diskografie

### Alben
| Jahr | Titel                | Höchstplatzierung, Gesamtwochen, AuszeichnungChartplatzierungen (Jahr, Titel, Platzierungen, Wochen, Auszeichnungen, Anmerkungen) | Höchstplatzierung, Gesamtwochen, AuszeichnungChartplatzierungen (Jahr, Titel, Platzierungen, Wochen, Auszeichnungen, Anmerkungen) | Höchstplatzierung, Gesamtwochen, AuszeichnungChartplatzierungen (Jahr, Titel, Platzierungen, Wochen, Auszeichnungen, Anmerkungen) | Höchstplatzierung, Gesamtwochen, AuszeichnungChartplatzierungen (Jahr, Titel, Platzierungen, Wochen, Auszeichnungen, Anmerkungen) | Höchstplatzierung, Gesamtwochen, AuszeichnungChartplatzierungen (Jahr, Titel, Platzierungen, Wochen, Auszeichnungen, Anmerkungen) | Anmerkungen                            |
| Jahr | Titel                | DE | AT | CH | BEF | BEW | Anmerkungen                            |
| ---- | -------------------- | --- | --- | --- | --- | --- | -------------------------------------- |
| 2010 | Teardrops            | — | — | — | BEF1 Gold · (28 Wo.)BEF | BEW57 (2 Wo.)BEW | Erstveröffentlichung: 8. Mai 2010      |
| 2012 | Heart for Sale       | — | — | — | BEF11 (27 Wo.)BEF | BEW73 (6 Wo.)BEW | Erstveröffentlichung: 3. Mai 2012      |
| 2016 | I’ve Come a Long Way | — | — | — | BEF39 (4 Wo.)BEF | — | Erstveröffentlichung: 28. Oktober 2016 |
| 2018 | Better Days          | — | — | — | BEF15 (9 Wo.)BEF | — | Erstveröffentlichung: 23. März 2018    |

### Singles
| Jahr | Titel Album                | Höchstplatzierung, Gesamtwochen, AuszeichnungChartplatzierungen (Jahr, Titel, Album, Platzierungen, Wochen, Auszeichnungen, Anmerkungen) | Höchstplatzierung, Gesamtwochen, AuszeichnungChartplatzierungen (Jahr, Titel, Album, Platzierungen, Wochen, Auszeichnungen, Anmerkungen) | Höchstplatzierung, Gesamtwochen, AuszeichnungChartplatzierungen (Jahr, Titel, Album, Platzierungen, Wochen, Auszeichnungen, Anmerkungen) | Höchstplatzierung, Gesamtwochen, AuszeichnungChartplatzierungen (Jahr, Titel, Album, Platzierungen, Wochen, Auszeichnungen, Anmerkungen) | Höchstplatzierung, Gesamtwochen, AuszeichnungChartplatzierungen (Jahr, Titel, Album, Platzierungen, Wochen, Auszeichnungen, Anmerkungen) | Anmerkungen                                               |
| Jahr | Titel Album                | DE | AT | CH | BEF | BEW | Anmerkungen                                               |
| ---- | -------------------------- | --- | --- | --- | --- | --- | --------------------------------------------------------- |
| 2009 | Bleeding Love Teardrops    | — | — | — | BEF7 (14 Wo.)BEF | — | Erstveröffentlichung: 18. Juli 2009 Original: Leona Lewis |
| 2010 | Me and My Guitar Teardrops | DE20 (11 Wo.)DE | — | CH32 (1 Wo.)CH | BEF1 Platin · (24 Wo.)BEF | BEW1 (14 Wo.)BEW | Erstveröffentlichung: 20. März 2010                       |
| 2010 | Lucy Teardrops             | — | — | — | BEF21 (8 Wo.)BEF | — | Erstveröffentlichung: 28. August 2010                     |
| 2011 | A Thousand Years Teardrops | — | — | — | BEF44 (1 Wo.)BEF | — | Erstveröffentlichung: 15. Januar 2011                     |
| 2012 | Utopia Heart for Sale      | — | — | — | BEF21 (6 Wo.)BEF | — | Erstveröffentlichung: 24. März 2012                       |
| 2012 | Out At Sea Heart for Sale  | — | — | — | BEF26 (6 Wo.)BEF | — | Erstveröffentlichung: 4. Mai 2012                         |

### Als Gastmusiker
| Jahr | Titel Album                           | Höchstplatzierung, Gesamtwochen, AuszeichnungChartplatzierungen (Jahr, Titel, Album, Platzierungen, Wochen, Auszeichnungen, Anmerkungen) | Höchstplatzierung, Gesamtwochen, AuszeichnungChartplatzierungen (Jahr, Titel, Album, Platzierungen, Wochen, Auszeichnungen, Anmerkungen) | Höchstplatzierung, Gesamtwochen, AuszeichnungChartplatzierungen (Jahr, Titel, Album, Platzierungen, Wochen, Auszeichnungen, Anmerkungen) | Höchstplatzierung, Gesamtwochen, AuszeichnungChartplatzierungen (Jahr, Titel, Album, Platzierungen, Wochen, Auszeichnungen, Anmerkungen) | Höchstplatzierung, Gesamtwochen, AuszeichnungChartplatzierungen (Jahr, Titel, Album, Platzierungen, Wochen, Auszeichnungen, Anmerkungen) | Anmerkungen                                                   |
| Jahr | Titel Album                           | DE | AT | CH | BEF | BEW | Anmerkungen                                                   |
| ---- | ------------------------------------- | --- | --- | --- | --- | --- | ------------------------------------------------------------- |
| 2011 | Sunlight Welcome To DJ Antoine        | DE85 (4 Wo.)DE | AT51 (1 Wo.)AT | CH10 Gold · (28 Wo.)CH | BEF8 Gold · (16 Wo.)BEF | BEW43 (1 Wo.)BEW | Erstveröffentlichung: 12. Juni 2011 DJ Antoine feat. Tom Dice |
| 2011 | Il nous faut Le syndrome de Peter Pan | — | — | CH36 (7 Wo.)CH | BEF1 Platin · (18 Wo.)BEF | BEW1 (24 Wo.)BEW | Erstveröffentlichung: 11. Mai 2011 Elisa Tovati & Tom Dice    |

## Auszeichnungen
- 2009: TMF Awards – Nominierung in der Kategorie Best New Artist